# Aleucosia corculum
Aleucosia corculum är en tvåvingeart som först beskrevs av Newman 1841.  Aleucosia corculum ingår i släktet Aleucosia och familjen svävflugor. Inga underarter finns listade i Catalogue of Life.